# Vinzenz Hediger
Vinzenz Hediger (* 10. Juni 1969) ist ein Schweizer Filmwissenschaftler und Hochschullehrer.

## Leben
Hediger wuchs in Reinach AG auf und studierte Philosophie, Filmwissenschaft und Amerikanistik in Zürich. Von 1989 bis 1999 promovierte er an der Universität Zürich zur Bedeutung des Kinotrailers. Von 1993 bis 2000 arbeitete er als Medienjournalist und Filmkritiker für verschiedene Schweizer Tageszeitungen. Von 2004 bis 2011 war Hediger Inhaber der Alfried Krupp von Bohlen und Halbach-Stiftungsprofessur für Film- und Medienwissenschaft (C 4) an der Ruhr-Universität Bochum, bevor er 2011 an das Institut für Theater-, Film- und Medienwissenschaft der Goethe-Universität Frankfurt wechselte, wo er die Professur für Filmwissenschaft innehat. Von Oktober 2016 bis März 2017 war Hediger Senior Fellow am Internationalen Kolleg für Kulturtechnikforschung und Medienphilosophie der Bauhaus-Universität Weimar.
Seine Forschungsschwerpunkte sind unter anderem die Geschichte und Ästhetik des Films, die Geschichte der Filmtheorie, Filmökonomik und die Wissensgeschichte der Medien. Hediger ist Mitbegründer des European Network for Cinema and Media Studies (NECS) und war Mitherausgeber der Zeitschrift Montage AV.
2007 war Hediger zum Leiter der Cinémathèque Suisse gewählt worden; er lehnte die Wahl allerdings später ab. 2017 wurde er in die Akademie der Wissenschaften und der Literatur in Mainz und in die Academia Europaea gewählt.
Vinzenz Hediger ist der Sohn des Kunstmalers Kurt Hediger. Er ist mit der Filmwissenschaftlerin Alexandra Schneider Hediger verheiratet; das Paar hat zwei Kinder.